# ماريام هاكوبيان
ماريام هاكوبيان (بالأرمنية: Մարիամ Հակոբյան) نحّاتة أرمنية.
توجد تماثيلها البرونزية ونصبها التذكارية قي عدة مدن بأرمنيا مثل العاصمة يريفان وايتشيفان، كذلك في العديد من بلدان العالم مثل الصين، روسيا، ألمانيا وفرنسا.

## سيرة شخصية
ولدت ماريام هاكوبيان في 17 آب عام 1949 في يريفان. انهت دراستها الثانوية عام 1968 من معهد بانوس تيرليزيان الحكومي للفنون الجميلة في يريفان، تخرجت من كلية يريفان الحكومية للفنون الجميلة والمسرح عام 1974. ماريام عضوة بنقابة الفنانين بأرمينيا منذ عام 1979، وقد شغلت لعدة سنوات منصب أمين سر قسم النحت بنقابة الفنانين بأرمينيا.وهي عضوة بالرابطة الدولية للفنون وكذلك عضوة منذعام 2001
بالمنظمة الدولية للنحت.
1976- 1990 عملت ماريام مع الشباب والأطفال بالمراكز الحكومية للتربية الفنية ومراكز ترفيه الأطفال بيريفان. 1993-1997 كانت محاضرة لمادة النحت بمعهد روسلين للفنون بيريفان.
ترأست ماريام عدد من الندوات والمشاريع المهتمة بوضع الفن والفنانين بأرمنيا، ومنها «لصالح التطوير المهني للفنانين الأرمن» و «استعادة وتعزيز الروابط الثقافية بين مناطق أرمينيا».

## مساهمات
- عضوة مؤسسة لمركز «Նորէոն» الإبداعي.
- أمينة سر قسم النحت بنقابة الفنانين.

## مشاركات
شاركت هاكوبيان خلال مسيرتها المهنية في العديد من المعارض، الندوات والمهرجانات النحتية وكذلك مهرجانات الموسيقى في كل من أرمينيا والعالم. فُدمت منحوتاتها البرونزية الصغيرة والرسومات في العديد من المعارض والمتاحف الحكومية والخاصة داخل أرمينيا، في حين يمكن العثور على منحوتاتها الضخمة كنصب تذكارية بأرمينيا وفي كثير من المدن والعواصم في العالم.
معارض مشتركة:

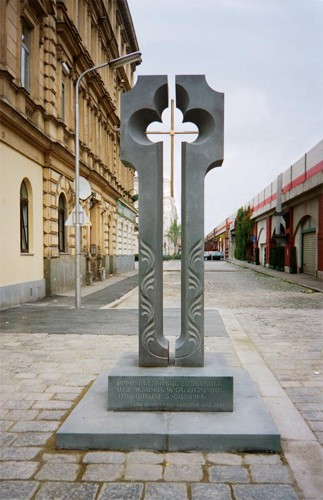
«إيمان» فيينا، النمسا تم تدشين النصب التذكاري عام 2001. مادة النصب من البرونز والقاعدة من البازلت والأبعاد 285 × 150 × 190 سم.

2010 معرض مُهْدَاة لذكرى 95 للإبادة الجماعية للأرمن، يريفان، أرمينيا
2005 حفلة الفنانين السنوية السادسة والخمسون للفنانين الأرمن، نيويورك، الولايات المتحدة
2004 معرض-ملتقى الدولي للنحت على الصخر، بريوك، ألمانيا
2004 معرض الدولي الأول للفن «فن القوقاز» «Art Caucasus»، تبليسي، جورجيا
2003 المعرض الجمهوري للرسم، يريفان، أرمينيا
2003 المعرض الجمهوري للنحت، يريفان، أرمينيا
1999-2003 صالون موسكوالدولي للفنون، دار الفنانين المركزي، موسكو، روسيا
2002 معرض مخصص للاحتفال بالذكرى السبعين لاتحاد الفنانين في أرمينيا، يريفان، أرمينيا
2000-2001 صالون مانيج للفنون، موسكو، روسيا
2001 «فنانون من أرمينيا»، سامارا (روسيا)، روسيا
2001 معرض مخصص للذكرى 1700 لاعتماد المسيحية كدين للدولة في أرمينيا، يريفان، أرمينيا
2001 معرض جولة «دانتي في أرمينيا: جسور الصداقة»، يريفان، أرمينيا، رافينا، إيطاليا
1999 معرض-بيع '99 الدولي للمجوهرات، يريفان، أرمينيا
1998 معرض مخصص للجيش الأرمني، يريفان، أرمينيا
1990-1998 13th Biennales الدولية المكرسة لدانتي «الكوميديا الإلهية»، رافينا، إيطاليا
1997 مهرجان «النساء المبدعات في البحارين - البحر الأبيض المتوسط والبحر الأسود»، سلانيك، اليونان
1994 النحت والرسومات، يريفان، أرمينيا
1993 فنانون من أرمينيا، بوسطن، الولايات المتحدة
1991 معرض سياحي دولي متنقل، روسيا، النرويج، ألمانيا
1989 بينالي الدولي السابع للنحت البسيط، بوزنان، بولندا
1988 رباعي النحت، ريغا، لاتفيا
1978-2004 معارض سنوية لاتحاد الفنانين في أرمينيا، يريفان، أرمينيا
1975، 1977، 1987 - معارض على مستوى الاتحاد، موسكو، روسيا

## روابط خارجية
- Մարիամ Հակոբյանի կայքը الموقع الرسمي لماريام هاكوبيان
- Mariam Hakobyan - Stone Sculpture Park of Vidmantas Martikonis "Vilnoja" نسخة محفوظة 5 مارس 2016 على موقع واي باك مشين.
- Mariam Hakobyan - myART